# Isla Roqueta
Isla Roqueta är en ö i Mexiko. Den ligger precis utanför staden Acapulco vid mynningen av Canal Boca Chica och tillhör kommunen Acapulco de Juárez och delstaten Guerrero, i den södra delen av landet. Arean är 0,75 kvadratkilometer.